# Mahmudabad-e Sofla (Chorasan-e Razawi)
Mahmudabad-e Sofla (perski: محمودابادسفلي) – miejscowość we wschodnim Iranie, w ostanie Chorasan-e Razawi. W 2006 roku miejscowość liczyła 1953 osoby w  455 rodzinach.